# Gudaganahatti, Hukeri
Gudaganahatti là một làng thuộc tehsil Hukeri, huyện Belgaum, bang Karnataka, Ấn Độ.